# Bygdsiljumbacken
Bygdsiljumbacken är en skidanläggning i Bygdsiljum, Skellefteå kommun. Backen ligger i Bygdsiljum och man kommer till toppstugans avtagsväg genom att köra en dryg kilometer mot Ånäset. Uppe vid toppstugan finns en parkering, skidshop med skiduthyrning och en servering där man kan köpa lunch i grillen samt godis och på helger brukar det finnas en lunchbuffé.